# Coelops robinsoni
Coelops robinsoni (Bonhote, 1908) è un pipistrello della famiglia degli Ipposideridi diffuso nell'Ecozona orientale.

## Descrizione

### Dimensioni
Pipistrello di piccole dimensioni, con la lunghezza della testa e del corpo tra 32 e 34 mm, la lunghezza dell'avambraccio tra 34 e 37 mm, la lunghezza del piede tra 7 e 8 mm, la lunghezza delle orecchie tra 12 e 14 mm e un peso fino a 7 g.

### Aspetto
La pelliccia è lunga e soffice. Le parti dorsali variano dal marrone al marrone scuro con la punta dei peli generalmente più chiara, mentre le parti ventrali variano dal brunastro al grigio. Il muso è corto e largo. La foglia nasale è grande, alla base della porzione anteriore è presente un incavo profondo che si estende fino alle narici e che la divide in due parti, ognuna delle quali ha una foglietta supplementare sotto di essa larga e rotonda. La porzione superiore è bassa, semi-circolare e con un piccolo lobo a forma di cuore al centro. Le orecchie sono larghe, rotonde e a forma di imbuto, con la superficie esterna ricoperta di piccoli peli. L'antitrago è ben sviluppato e non separato dal resto dell'orecchio. È privo di coda, mentre l'uropatagio è ridotto ad una membrana lungo la parte interna degli arti inferiori. Il calcar è piccolo.

## Biologia

### Comportamento
Si rifugia all'interno di grotte e cavità degli alberi.

### Alimentazione
Si nutre di insetti.

## Distribuzione e habitat
Questa specie è diffusa in Malaysia e nelle Filippine.
Vive nelle foreste pluviali mature.

## Tassonomia
Sono state riconosciute 2 sottospecie:
- C.r.robinsoni: Penisola malese centrale, Ko Tarutao, Borneo orientale;
- C.r.hirsutus (Miller, 1910): Mindanao.

## Conservazione
La IUCN Red List, considerato il declino della popolazione di circa il 30% negli ultimi 15 anni a causa della deforestazione, classifica C.robinsoni come specie vulnerabile (VU).